# Solanum pluviale
Solanum pluviale är en potatisväxtart som beskrevs av Paul Carpenter Standley. Solanum pluviale ingår i släktet skattor som ingår i familjen potatisväxter. Inga underarter finns listade i Catalogue of Life.